# Walter Günteritz
Walter Heinrich Carl Ludwig August Günteritz, auch (irrig) Walther, Pseudonym Carl Heinz Roon, mitunter fälschlich Walter Roon-Günteritz (* 11. Juli 1888 in Neubrandenburg; † 23. September 1962 in Darmstadt) war ein deutscher Maler und Grafiker.

## Leben
Walter Günteritz war ein Sohn des Neubrandenburger Uhrmachermeisters Otto (Albert Adolf Fritz) Günteritz (1861–1891) und dessen Ehefrau Anna (Helene Dorothee Elise), geb. Rohn (* 1870), einer Neubrandenburger Kaufmannstochter. Er besuchte die Realschule in Neubrandenburg. Nach einer Lehre zum Dekorationsmaler begann er 1911 ein Studium an der Staatlichen Kunstgewerbeschule. 1913 wechselte er an die Akademie der Bildenden Künste München. Sein Schwerpunktfach war Zeichnen.
1914/15 war er Konservator am Großherzoglichen Schlossmuseum in Neustrelitz und Fachlehrer für Technisches Zeichnen am Technikum Strelitz. Anschließend wurde er Soldat im Ersten Weltkrieg. Nach dessen Ende zog er 1918/19 als Fachlehrer nach Lübeck. Hier entwarf er 1921 Notgeld-Scheine, unter anderem für die Nordische Woche, Lübeck-Gothmund, die Lübecker Schiffergesellschaft und eine nicht existente Stadt Neukirch.
Günteritz unternahm zahlreiche Reisen ins Ausland, nach Dänemark, Schweden, Holland, Belgien, Frankreich, Spanien, Italien, Afrika und Brasilien. 1928 kam er zurück, lebte in Hamburg und war als Bühnenbildner für Filme tätig, unter anderem für den Film „Brüder“ (1929; Regie: Werner Hochbaum). 1931 zog er nach Neubrandenburg zurück. Von 1935 bis 1945 war er ehrenamtlicher (?) Leiter der Städtischen Kunstsammlung im Palais Neubrandenburg und des Heimatmuseums. Er war Angehöriger der SA und erreichte den Rang eines SA-Obersturmbannführers, 1939 wurde er in den Kulturkreis der SA berufen.  
1945 floh er aus der Sowjetischen Besatzungszone nach Hamburg. Er verbrachte seinen Lebensabend in Darmstadt. Seine ebenfalls aus Neubrandenburg stammende Witwe, Gertrud Mertens (1911–2005), vererbte seinen Nachlass und ihr Vermögen der Kunstsammlung Neubrandenburg. Dadurch konnte die Kunstsammlung zahlreiche Neuankäufe tätigen und so einige Kriegsverluste ausgleichen.

## Werk
Günteritz war als Landschafts- und Porträtmaler tätig. Zu seinen bevorzugten Motiven zählten Stadt- und Landschaftsdarstellungen seiner norddeutschen Heimat, Seestücke und Porträts. Unter anderem ist von ihm ein Porträt von Richard Wossidlo bekannt. Seine Darstellung Junger SA-Mann wurde 1939 ganzseitig in der Zeitschrift Der SA-Führer abgebildet. 1942 nahm er in Dresden an der Kunstausstellung der SA teil.
In einer Ausstellungskritik von 1933 wird sein Werk so beschrieben: Walter Günteritz ist ein schmissiger Porträtist mit starker Konzession an das Damenhafte, bzw. Kavalierhafte. Alles, was er ausstellt, verbreitet eine Atmosphäre gesellschaftlicher Sicherheit, ja gesellschaftlichen Wohlbehagens um sich.
Anfang der 1950er Jahre malte er zahlreiche Titelbilder für die Güldensee-Romanheft des Fritz Maidicke-Verlags, Hamburg. 1953 zog er nach Darmstadt von wo aus er mehrere Titelbilder der Erdball-Kriminalromanehefte des Kurt W. Blohm-Verlags, Hamburg, mit romantisierenden Darstellungen gestaltete.

## Illustrationen
- Goethes unbekannte erotische Epigramme mit Radierungen nach des Dichters Sammlung erotischer Gemmen von Carl Heinz Roon. Venedig: Markuskreis 1924

Nachdrucke: Harenberg, Dortmund 1983. ISBN 978-3-88379-405-1; Melchior, Wolfenbüttel 2009. ISBN 978-3-941555-08-2